# علي الخاجه
علي الخاجه (مواليد 20 مارس 1993) لاعب كرة قدم إماراتي يجيد اللعب في الوسط.
كانت بداياته مع النادي الأهلي و نادي حتا ونادي دبا الحصن ونادي الحمرية.

## روابط خارجية
- علي الخاجه على موقع Soccerway.com (الإنجليزية)